# Brazo robótico Lyappa

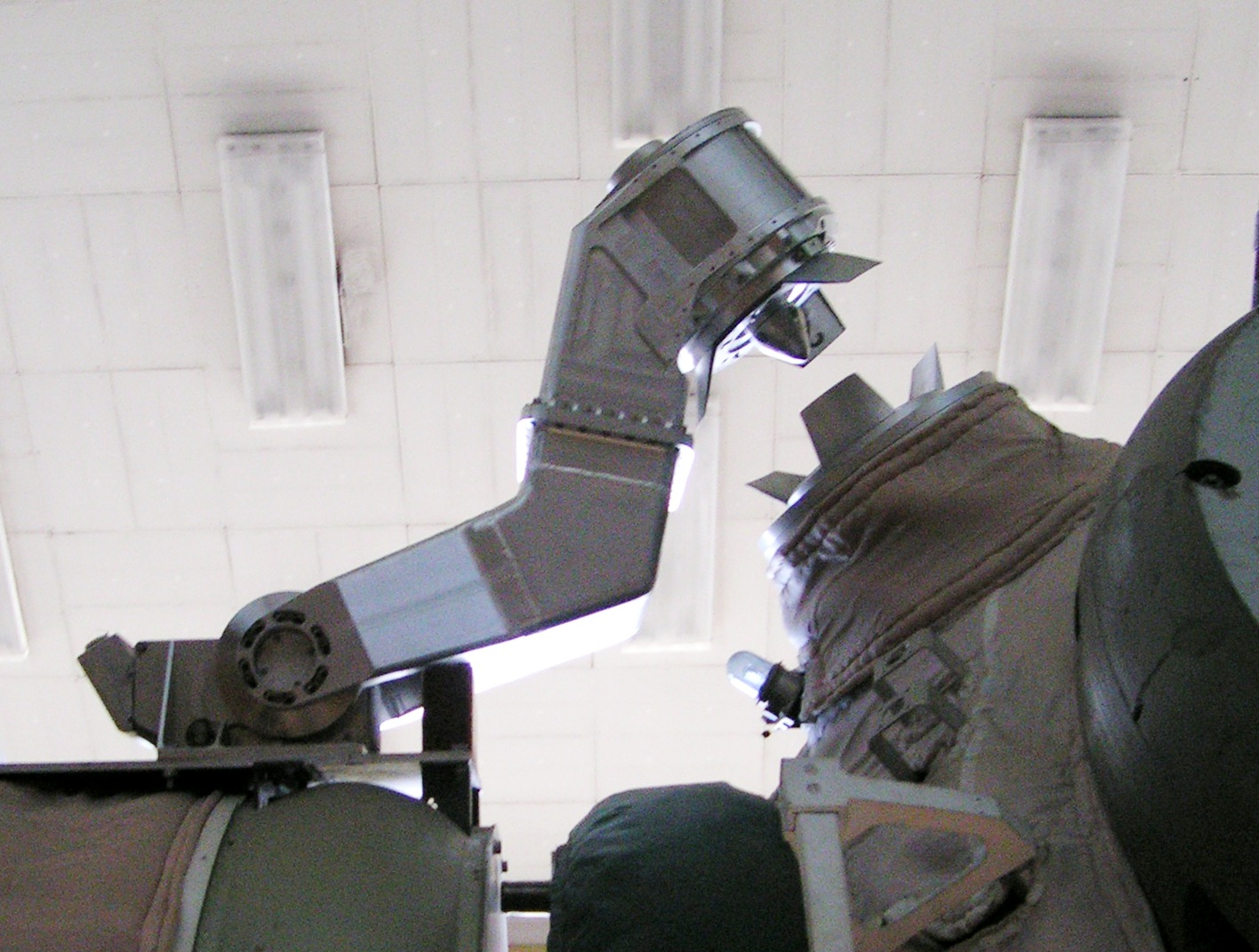
Brazo Lyappa en una maqueta de la estación espacial Mir en el Centro de Entrenamiento de Cosmonautas Gagarin.

Lyappa (o Ljappa) fue un brazo robótico utilizado durante el montaje de la estación espacial soviética/rusa Mir. Cada uno de los módulos Kvant-2, Kristall, Spektr y Priroda estaba equipado con uno de estos brazos, que, después de que el módulo se había acoplado al puerto delantero del módulo central del compartimento de transición de la unidad base, los movía a nodos de acoplamiento laterales. La sonda de acoplamiento principal del módulo se retrajo y el brazo levantó el módulo para que pudiera girar 90 grados para acoplarse a uno de los cuatro puertos de acoplamiento radiales.
Era un brazo impulsado mecánicamente que se usaba para mover módulos desde los puertos de acoplamiento hacia adelante (o axiales) que tenían un equipo de encuentro instalado en los puertos de acoplamiento radiales permanentes. El brazo se acopló con un zócalo ubicado en el nodo de ensamblaje de acoplamiento múltiple de Mir adyacente al extremo -XB del Bloque base. Una vez conectado, la sonda de acoplamiento principal del módulo se retrajo y el brazo levantó el módulo para que gire 90 grados para acoplarse a un puerto radial.

## Galería

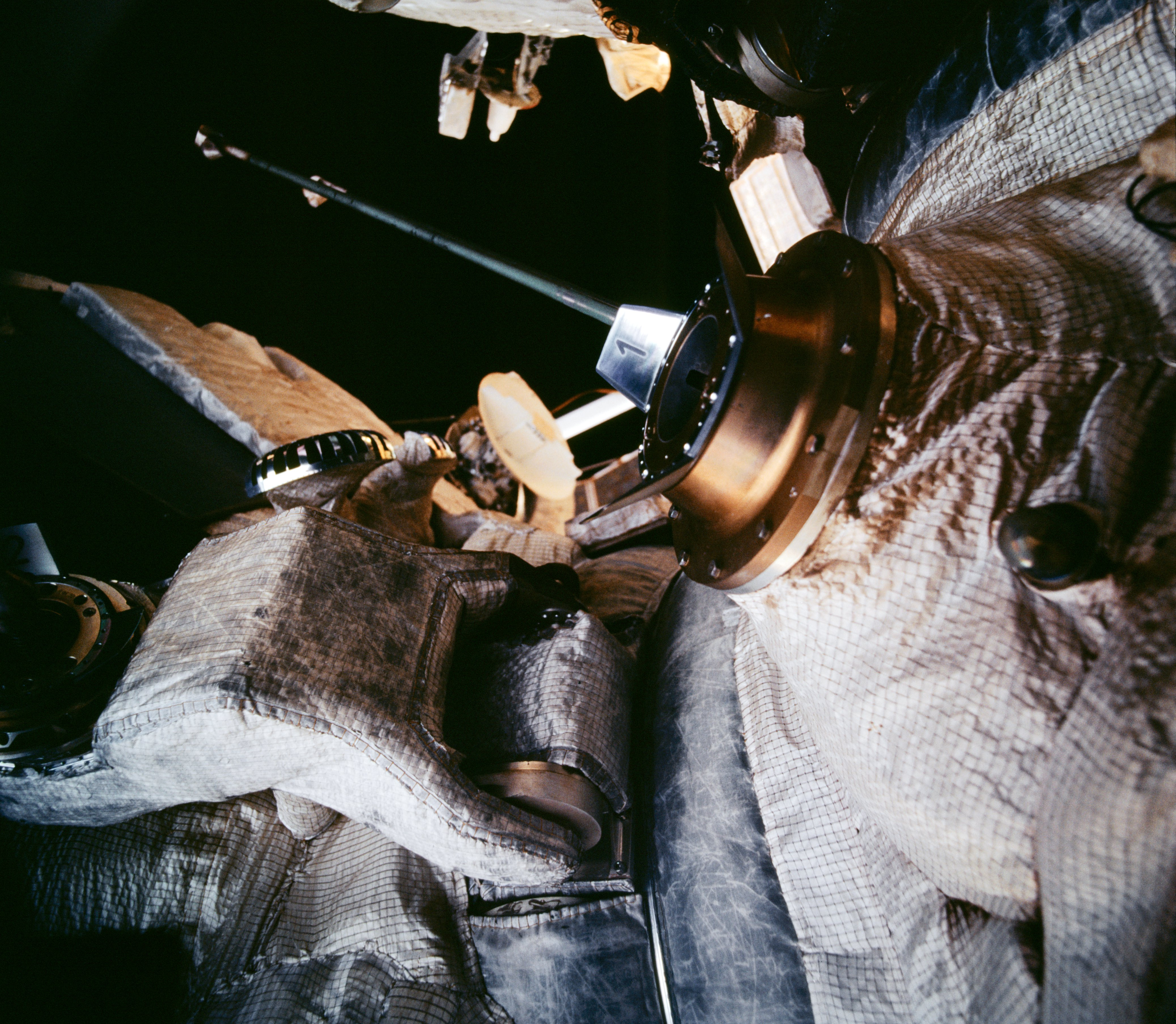
Brazo Lyappa y accesorio de fijación en Mir
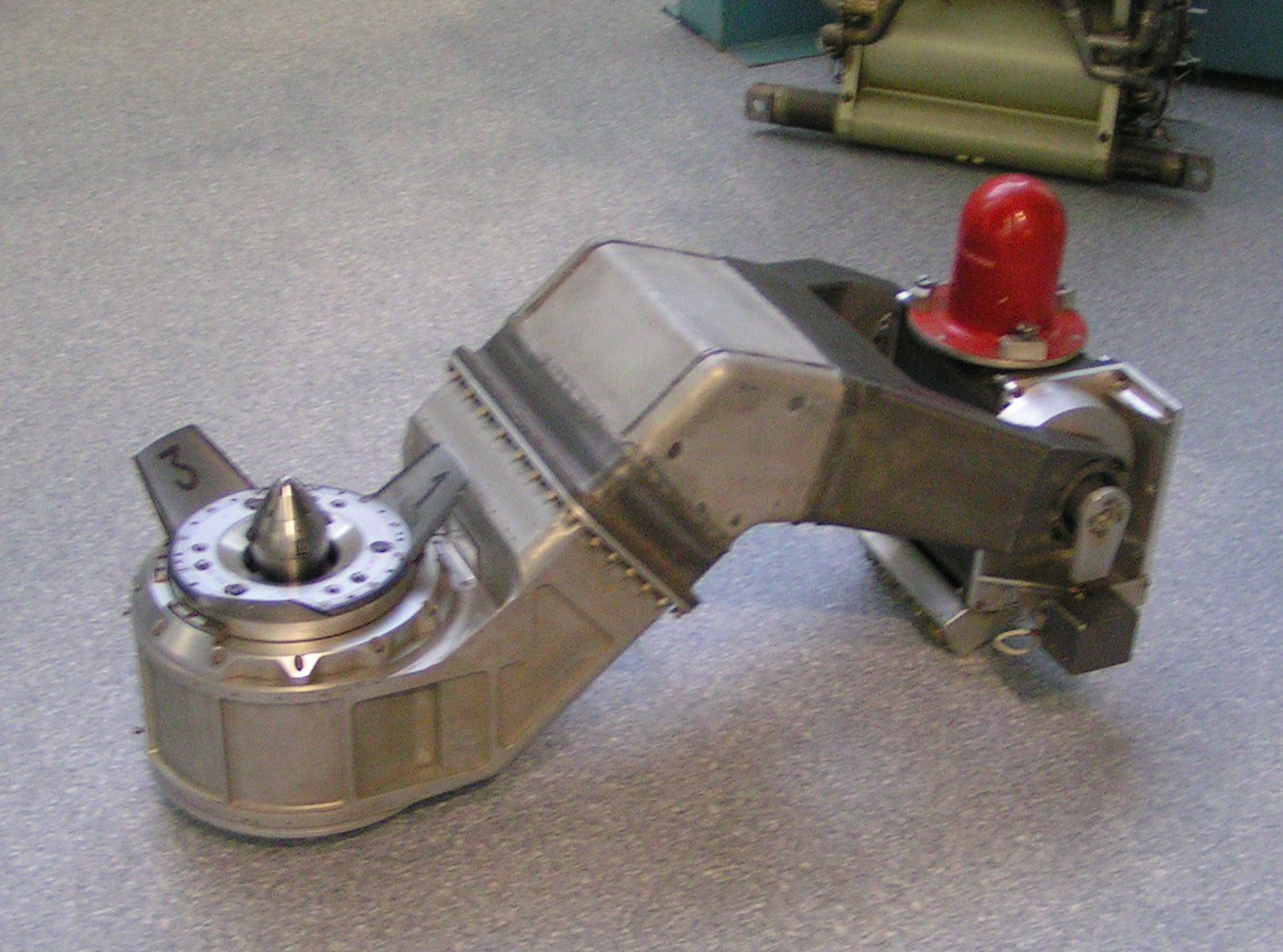
Brazo Lyappa en el  museo RKK Energiya
Un diagrama que muestra cómo se usó el brazo para reubicar a Kvant-2.
- Un diagrama que muestra los movimientos de módulos y módulos de Konus alrededor del nodo de acoplamiento de Mir

- Portal:Astronáutica. Contenido relacionado con Astronáutica.